# Midea (Argólide)

Mapa con algunas de las principales ciudades de la antigua Argólida donde se aprecia la ubicación de Midea, al norte del golfo Argólico.

Midea (en griego antiguo: Μιδέα) o Mideia (Μίδεια) es el nombre de una ciudad griega antigua de Argólide, al nordeste de la llanura de Argos. Su territorio lindaba con el de Prosimna.

## Mitología
Según la tradición de la mitología griega, en Midea había reinado Electrión, padre de Alcmena. Más tarde, Esténelo expulsó a Electrión, con lo que obtuvo el poder en los territorios de Micenas y Argos y entregó la ciudad de Midea a Tiestes y Atreo.

## Historia
Históricamente, fue una de las ciudades destruidas por Argos a mediados del siglo V a. C., junto con Orneas, Micenas, Tirinto, Hisias y otras ciudades de Argólide con el fin de aumentar su población y poder hacer frente al poder de los lacedemonios.
Estrabón informa que en su época (siglo I a. C.) estaba deshabitada.

## Arqueología

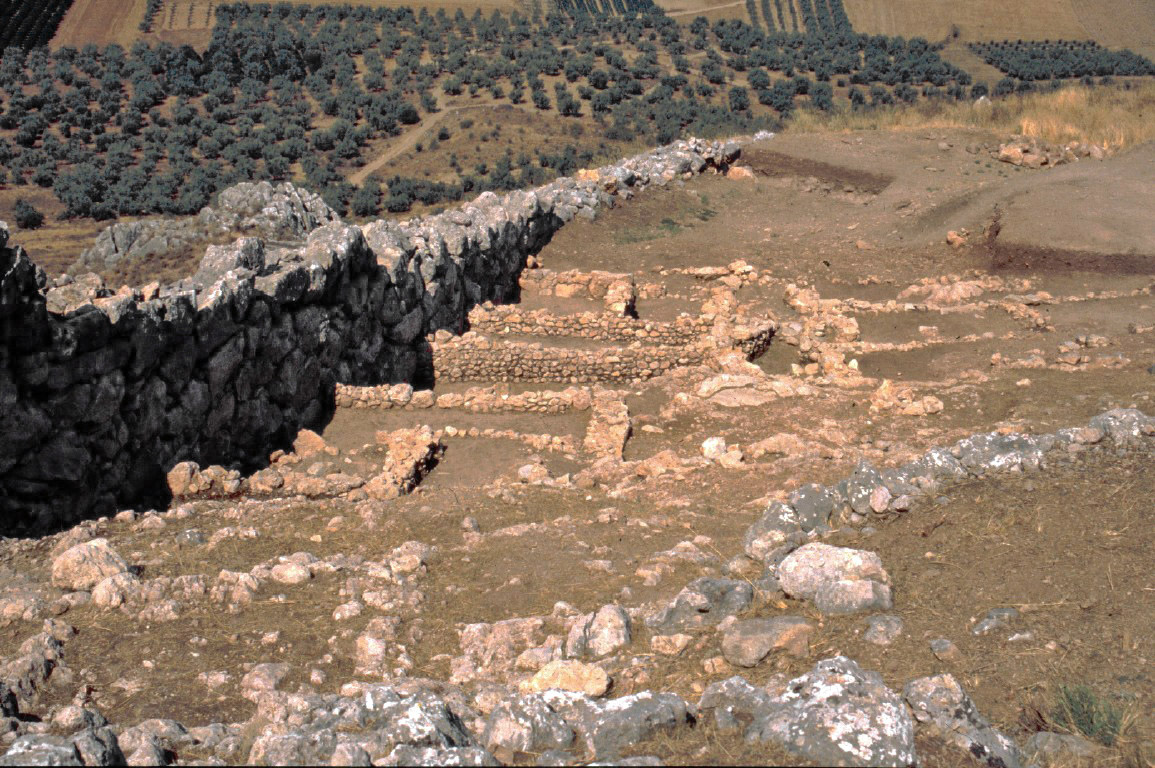
Algunos de los restos de Midea.

Se la ubica cerca de la actual Dendra, lugar cuya fundación se remonta a época micénica.
Las excavaciones a gran escala en el sitio de la antigua Midea empezaron en 1983 a través de un equipo conjunto de arqueólogos griegos y suecos. En estas excavaciones se hallaron restos del periodo micénico que permiten considerar a Midea como el tercer asentamiento más importante de la región de la Argólida en este periodo, por detrás de Micenas y Tirinto. A partir de la década de 1990 se hallaron también algunos nódulos y jarras de estribo con textos en lineal B. Estos textos se fechan a fines del siglo XIII a. C., periodo en el que el asentamiento sufrió una destrucción. Algunos autores han sostenido que la causa fue un terremoto, pero en 2012-2013 se realizaron investigaciones geofísicas y arqueosísmicas cuyos resultados ponen en duda esta hipótesis.